# Premi a la interpretació masculina (Festival de Canes)
El Premi a la interpretació masculina és un dels premis atorgats pel jurat dels llargmetratges del Festival Internacional de Cinema de Canes. Recompensa qui és jutjat com el millor actor de l'any entre les pel·lícules en competició.

## 1946-1949
- 1946: Ray Milland per The Lost Week-end de Billy Wilder[1]
- 1947: No hi va haver premi
- 1949: Edward G. Robinson per House of Strangers de Joseph L. Mankiewicz[2]

## 1950-1959
- 1951: Michael Redgrave per La versió Browning (The Browning Version) de Anthony Asquith[3]
- 1952: Marlon Brando per Viva Zapata d'Elia Kazan[4]
- 1953: Sense premi aquest any
- 1954: Sense premi aquest any
- 1955: Spencer Tracy per Conspiració de silenci (Bad Day at Black Rock) de John Sturges i Ernest Borgnine per Marty de Delbert Mann[5]
- 1956: Premi a l'actuació [a][6]
- 1957: John Kitzmiller per Dolina miru de France Stiglic[7]
- 1958: Paul Newman per El llarg i càlid estiu (The Long, Hot Summer) de Martin Ritt[8]
- 1959: Dean Stockwell, Bradford Dillman i Orson Welles per Compulsion de Richard Fleischer[9]

## 1960-1969
- 1960: Sense premi aquest any
- 1961: Anthony Perkins per Goodbye Again d'Anatole Litvak
- 1962: Dean Stockwell, Jason Robards i Ralph Richardson per Long Day's Journey Into Night de Sidney Lumet; i Murray Melvin per A Taste of Honey de Tony Richardson
- 1963: Richard Harris per This Sporting Life de Lindsay Anderson
- 1964: Antal Páger per Alouette de László Ranódy i Saro Urzì per Sedotta e abbandonata de Pietro Germi
- 1965: Terence Stamp per El col·leccionista de William Wyler
- 1966: Per Oscarsson per Sult de Henning Carlsen
- 1967: Oded Kotler per Tres dies i un infant d'Uri Zohar
- 1968: Festival interromput a causa dels fets de maig de 1968 a França
- 1969: Jean-Louis Trintignant per Z de Costa-Gavras

## 1970-1979
- 1970: Marcello Mastroianni per Dramma della gelosia - tutti i particolari in cronaca de Ettore Scola
- 1971: Riccardo Cucciolla per Sacco i Vanzetti de Giuliano Montaldo
- 1972: Jean Yanne per Nous ne vieillirons pas ensemble de Maurice Pialat
- 1973: Giancarlo Giannini per Love and Anarchy de Lina Wertmüller
- 1974: Jack Nicholson per The Last Detail de Hal Ashby
- 1975: Vittorio Gassman per Perfum de dona de Dino Risi
- 1976: José Luis Gomez per Pascual Duarte de Ricardo Franco
- 1977: Fernando Rey per Elisa, vida mía de Carlos Saura
- 1978: Jon Voight per Tornar a casa (Coming Home) de Hal Ashby
- 1979: Jack Lemmon per La síndrome de la Xina (The China Syndrome) de James Bridges

## 1980-1989
- 1980: Michel Piccoli per Salto nel vuoto de Marco Bellocchio
- 1981: Ugo Tognazzi per La tragedia di un uomo ridiculo) de Bernardo Bertolucci
- 1982: Jack Lemmon per Missing de Costa-Gavras
- 1983: Gian Maria Volontè per La mort de Mario Ricci de Claude Goretta
- 1984: Alfredo Landa i Francisco Rabal per Los santos inocentes de Mario Camus
- 1985: William Hurt per O Beijo da Mulher Aranha d'Hector Babenco
- 1986: Michel Blanc per Tenue de soirée de Bertrand Blier i Bob Hoskins per Mona Lisa de Neil Jordan
- 1987: Marcello Mastroianni per Oci ciornie de Nikita Mikhalkov
- 1988: Forest Whitaker per Bird de Clint Eastwood
- 1989: James Spader per Sexe, mentides i cintes de vídeo (Sex, Lies & Videotape) de Steven Soderbergh

## 1990-1999
- 1990: Gérard Depardieu per Cyrano de Bergerac, de Jean-Paul Rappeneau
- 1991: John Turturro a Barton Fink de Joel Coen
- 1992: Tim Robbins a El joc de Hollywood de Robert Altman
- 1993: David Thewlis a Naked
- 1994: Ge You a To live
- 1995: Jonathan Pryce a Carrington
- 1996: Pascal Duquenne i Daniel Auteuil a El vuitè dia (Le Huitième Jour) de Jaco Van Dormael
- 1997: Sean Penn a She's So Lovely
- 1998: Peter Mullan per My Name Is Joe de Ken Loach
- 1999: Emmanuel Schotte per L'Humanité de Bruno Dumont

## 2000-2009
- 2000: Tony Leung Chiu-wai per In the Mood for Love de Wong Kar-wai
- 2001: Benoît Magimel per Die Klavierspielerin
- 2002: Olivier Gourmet per Le Fils, de Jean-Pierre Dardenne i Luc Dardenne
- 2003: Muzaffer Ozdemir i Mehmet Emin Toprak per Uzak
- 2004: Yagira Yuuya per Dare mo shiranai
- 2005: Tommy Lee Jones per The Three Burials of Melquiades Estrada de Tommy Lee Jones
- 2006: Jamel Debbouze, Samy Naceri, Roschdy Zem, Sami Bouajila i Bernard Blancan per Indigènes
- 2007: Konstantin Lavronenko per Izgnanie
- 2008: Benicio del Toro per Che
- 2009: Christoph Waltz per Maleïts malparits

## 2010-2019
- 2010: Javier Bardem per Biutiful i Elio Germano per La nostra vita
- 2011: Jean Dujardin per The Artist
- 2012: Mads Mikkelsen per Jagten
- 2013: Bruce Dern per Nebraska
- 2014: Timothy Spall per Mr. Turner
- 2015 Vincent Lindon per La Loi du marché
- 2016 Shahab Hosseini per Forushande
- 2017 Joaquin Phoenix per You Were Never Really Here
- 2018 Marcello Fonte per Dogman
- 2019 Antonio Banderas per Dolor y gloria